# Sandrine Vacher
Sandrine Vacher, née le 17 octobre 1970 à Falaise (Calvados), est une gymnaste française dans la discipline du tumbling.

## Carrière
Aux Championnats d'Europe de trampoline 1985, elle remporte la médaille d'or en tumbling par équipes et la médaille d'argent en tumbling individuel.
En 1986, elle est vice-championne du monde de tumbling senior par équipe en compagnie de Surya Bonaly, Corinne Robert et Isabelle Jagueux,  et vice-championne du monde de tumbling individuel au Palais omnisports de Paris-Bercy.